# ريوتارو كاروبي
ريوتارو كاروبي (باليابانية: 苅部 隆太郎) (19 ديسمبر 1992 في طوكيو في اليابان – )؛ هو لاعب كرة قدم ياباني سابق كان يلعب كلاعب وسط.

## وصلات خارجية
- ريوتارو كاروبي على موقع رابطة كرة القدم اليابانية للمحترفين (اليابانية)
- ريوتارو كاروبي على موقع قاعدة بيانات كرة القدم.إي يو (الإنجليزية)
- ريوتارو كاروبي على موقع Soccerway.com (الإنجليزية)
- ريوتارو كاروبي على موقع عالم كرة القدم.نت (الإنجليزية)